# Ирена Шевинска
Ирена Шевинска (пољ. Irena Szewińska; девојачко Кирсенштајн; 24. мај 1946 — Варшава, 29. јун 2018) била је пољска спринтерка и једини спортиста у историји, било мушко или женско, који је држао светске атлетске рекорде у тркама на 100 м, 200 м и 400 м.

## Лични живот
Ирена Кирсенштајн је рођена у Лењинграду у јеврејско – пољској породици. Њен отац је дошао из Варшаве, а мајка из Кијева. Родитељу су се упознали у Самарканду, где су студирали, а 1947. преселили су се у Варшаву.
Године 1967. Ирена се удала за свог тренера Јануша Шевинског. Имају два сина, Анджеја Шевинског (рођеног 1970), који је играо одбојку за мушку одбојкашку репрезентацију Пољске и касније постао сенатор, и Јарослава (рођеног 1981).
Године 1970. Шевинска је дипломирала на Универзитету у Варшави са дипломом магистра економије.
Њен супруг Јануш Шевински је 29. јуна 2018. објавио вест о Ирениној смрти. Умрла је од рака у 72. години живота у Варшави на Војном институту за медицину у улици Шасеров. Ирена Шевинска је сахрањена као католкиња у „Алеји заслужних“ на војном гробљу Повазки у Варшави.
Године 2020. постхумно је одликована Плакетом светске атлетске баштине, једном од првих икада додељених, током церемоније пре Меморијалног атлетског митинга у Бидгошчу који носи њено име (пољ. Memoriał Ireny Szewińskiej). Читаоци часописа Спортски преглед (пољ. Przegląd Sportowy) су 2021. године прогласили Шевинску пољском спортисткињом века. Током своје каријере, четири пута је изабрана за пољску спортску личност године од стране истог часописа.

## Каријера
Између 1964. и 1980. године учествовала је на пет Олимпијских игара, освојивши седам медаља, од којих три златне. Такође је оборила шест светских рекорда и једина је атлетичарка (мушкарац или жена) која је држала светске рекорде у дисциплинама 100 м, 200 м и 400 м. Освојила је и 10 медаља на европским првенствима. Између 1965. и 1979. године освојила је 26 титула првакиње Пољске и поставила 38 државних рекорда у спринту на 100–400 м и скоку у даљ.
На својим првим Олимпијским играма у Токију 1964. године освојила је сребрну медаљу у скоку у даљ и на 200 метара. Трчала је другу измену у пољској штафети 4 × 100 метара која је освојила златну медаљу.
Била је двострука победница у спринту на Светским студентским играма у Будимпешти 1965. године. Исте године поставила је свој први светски рекорд, истрчавши 100 метара за 11,1 с (ручно мерено) у Прагу, Чехословачка, 9. јула 1965. године.
1966. на Европском првенству у атлетици освојила је злато у скоку у даљ, 200 метара и штафети 4 × 100 метара; и освојила сребро у спринту на 100 метара.
На својој другој Олимпијади у Мексику, освојила је бронзу на 100 метара, али није успела да се квалификује за финале скока у даљ. Опоравила се од тог разочарања, да би освојила златну медаљу на 200 метара у времену новог светског рекорда.
Након што је родила сина, 1971. године успела је да освоји бронзану медаљу у скоку у даљ на Европском првенству у Хелсинкију. На Олимпијским играма у Минхену 1972. године освојила је  бронзану медаљу на 200 метара.
У сезони 1974. постала је прва жена која је савладала границу од 50 секунди на 400 метара. Поставила је нови светски рекорд на 200 метара у времену 22,21 с. На Европском првенству у Риму победила је на 100 и 200 метара.
Своју последњу олимпијску медаљу освојила је у Монтреалу 1976. године, освојивши злато на 400 метара у времену новог светског рекорда од 49,29 секунди. На инаугурационом Светском купу у атлетици 1977. победила је и на 200 и на 400 метара; победивши обе фаворизоване источнонемачке тркачице Бербел Векл и Мариту Кох.
У свом последњем наступу на Европском првенству 1978, у својој 32. години живота, успела је да освоји бронзу у тркама на 400 метара и у штафети 4 × 400 метара.
Све у свему, била је рангирана 15 година међу првих десет на 200 метара, 12 пута међу првих десет на 100 метара, 8 пута међу првих десет у скоку у даљ и 6 пута међу првих десет на 400 метара.
Године 1998. Шевинска је постала члан Међународног олимпијског комитета. Била је председница Пољског атлетског савеза 1997–2009.
3. августа 2005. изабрана је као трећа жена икада у Савет ИААФ (Међународне асоцијације атлетских федерација) током прве седнице 45. ИААФ конгреса у Хелсинкију.
Била је члан Међународне јеврејске спортске куће славних и ИААФ Куће славних.

## Међународна такмичења
| Година                | Такмичење                    | Место                      | Позиција              | Дисциплина            | Резултат              | Белешка               |
| Представљајући Пољску | Представљајући Пољску        | Представљајући Пољску      | Представљајући Пољску | Представљајући Пољску | Представљајући Пољску | Представљајући Пољску |
| --------------------- | ---------------------------- | -------------------------- | --------------------- | --------------------- | --------------------- | --------------------- |
| 1964.                 | Европске јуниорске игре      | Варшава, Пољска            | 1.                    | 200 м                 | 23,5                  |                       |
| 1964.                 | Европске јуниорске игре      | Варшава, Пољска            | 1.                    | 4 × 100 м             | 46,6                  |                       |
| 1964.                 | Европске јуниорске игре      | Варшава, Пољска            | 1.                    | Скок удаљ             | 6,19 м                |                       |
| 1964.                 | Олимпијске игре              | Токио, Јапан               | 2.                    | 200 м                 | 23,1                  |                       |
| 1964.                 | Олимпијске игре              | Токио, Јапан               | 1.                    | 4 × 100 м             | 43,6                  |                       |
| 1964.                 | Олимпијске игре              | Токио, Јапан               | 2.                    | Скок удаљ             | 6,60 м                |                       |
| 1965.                 | Универзијада                 | Будимпешта, Мађарска       | 1.                    | 100 м                 | 11,3                  |                       |
| 1965.                 | Универзијада                 | Будимпешта, Мађарска       | 1.                    | 200 м                 | 23,5                  |                       |
| 1965.                 | Универзијада                 | Будимпешта, Мађарска       | 2.                    | 4 × 100 м             | 46,1                  |                       |
| 1966.                 | Европско првенство           | Будимпешта, Мађарска       | 2.                    | 100 м                 | 11,5                  |                       |
| 1966.                 | Европско првенство           | Будимпешта, Мађарска       | 1.                    | 200 м                 | 23,1                  |                       |
| 1966.                 | Европско првенство           | Будимпешта, Мађарска       | 1.                    | 4 × 100 м             | 44,49                 |                       |
| 1966.                 | Европско првенство           | Будимпешта, Мађарска       | 1.                    | Скок удаљ             | 6,55 м                |                       |
| 1968.                 | Олимпијске игре              | Мексико сити, Мексико      | 3.                    | 100 м                 | 11,1                  |                       |
| 1968.                 | Олимпијске игре              | Мексико сити, Мексико      | 1.                    | 200 м                 | 22,5                  |                       |
| 1968.                 | Олимпијске игре              | Мексико сити, Мексико      | 14.                   | 4 × 100 м             | 53,0                  |                       |
| 1968.                 | Олимпијске игре              | Мексико сити, Мексико      | 16.                   | Скок удаљ             | 6,19 м                |                       |
| 1969.                 | Европске игре у дворани      | Београд, Србија            | 1.                    | 50 м                  | 6,4                   |                       |
| 1969.                 | Европске игре у дворани      | Београд, Србија            | 2.                    | Штафета               | 4:53,2                |                       |
| 1969.                 | Европске игре у дворани      | Београд, Србија            | 1.                    | Скок удаљ             | 6,38 м                |                       |
| 1970                  | Универзијада                 | Торино, Италија            | 25.                   | 100 м                 | 12,3                  |                       |
| 1971.                 | Европско првенство у дворани | Софија, Бугарска           | 4.                    | 60 м                  | 7,5                   |                       |
| 1971.                 | Европско првенство у дворани | Софија, Бугарска           | 2.                    | Скок удаљ             | 6,56 м                |                       |
| 1971.                 | Европско првенство           | Хелсинки, Финска           | 6.                    | 100 м                 | 11,63                 |                       |
| 1971.                 | Европско првенство           | Хелсинки, Финска           | 3.                    | 200 м                 | 23,32                 |                       |
| 1971.                 | Европско првенство           | Хелсинки, Финска           | 5.                    | Скок удаљ             | 6,62 м                |                       |
| 1972.                 | Европско првенство у дворани | Гренобл, Француска         | 6.                    | 50 м                  | 6,39                  |                       |
| 1972.                 | Олимпијске игре              | Минхен, Западна Немачка    | 13.                   | 100 м                 | 11,54                 |                       |
| 1972.                 | Олимпијске игре              | Минхен, Западна Немачка    | 3.                    | 200 м                 | 22,74                 |                       |
| 1973                  | Европско првенство у дворани | Ротердам, Холандија        | 4.                    | 60 м                  | 7,35                  |                       |
| 1974.                 | Европско првенство у дворани | Гетеборг, Шведска          | 3.                    | 60 м                  | 7,20                  |                       |
| 1974.                 | Европско првенство           | Рим, Италија               | 1.                    | 100 м                 | 11,13                 |                       |
| 1974.                 | Европско првенство           | Рим, Италија               | 1.                    | 200 м                 | 22,51                 |                       |
| 1974.                 | Европско првенство           | Рим, Италија               | 3.                    | 4 × 100 м             | 43,48                 |                       |
| 1974.                 | Европско првенство           | Рим, Италија               | 4.                    | 4 × 400 м             | 3:26,4                |                       |
| 1975.                 | Европско првенство у дворани | Катовице, Пољска           | 3.                    | 60 м                  | 7,26                  |                       |
| 1976.                 | Олимпијске игре              | Монтреал, Канада           | 1.                    | 400 м                 | 49,28                 | ОР, СР, ЕР, НР        |
| 1977.                 | Европско првенство у дворани | Сан Себастијан, Шпанија    | 7.                    | 60 м                  | 7,42                  |                       |
| 1977.                 | Континентални куп            | Диселдорф, Западна Немачка | 1.                    | 200 м                 | 22,72                 |                       |
| 1977.                 | Континентални куп            | Диселдорф, Западна Немачка | 1.                    | 400 м                 | 49,52                 |                       |
| 1977.                 | Континентални куп            | Диселдорф, Западна Немачка | 2.                    | 4 × 400 м             | 3:25,8                |                       |
| 1978.                 | Европско првенство           | Праг, Чехословачка         | 3.                    | 400 м                 | 50,40                 |                       |
| 1978.                 | Европско првенство           | Праг, Чехословачка         | 5.                    | 4 × 100 м             | 43,83                 |                       |
| 1978.                 | Европско првенство           | Праг, Чехословачка         | 3.                    | 4 × 400 м             | 3:26,76               |                       |
| 1979.                 | Континентални куп            | Монтреал, Канада           | 3.                    | 400 м                 | 51,15                 |                       |
| 1979.                 | Континентални куп            | Монтреал, Канада           | 4.                    | 4 × 400 м             | 3:27,39               |                       |
| 1980.                 | Олимпијске игре              | Москва, СССР               | 16.                   | 400 м                 | 53,13                 |                       |